# Бухач
Бухач (лат. Pyrethrum cinerariaefolium; њем. Dalmatinische insektenpulverpflanze) је вишегодишња, ароматична биљка из породице главочика (лат. Asteraceae, Compositae). Ова биљка спада у ендемичне биљке бивше Југославије и Албаније и због високог квалитета дроге (дрога: лат. Flores Pyrethri) његових цвјетова пренесен је у многе европске земље, те САД, Јапан, Аустралију и др.

## Станиште и распрострањеност
Бухач расте у Далмацији, приморским дијеловима Црне Горе и Херцеговине. Одатле је у XIX и XX вијеку пренесен на све континенте. Најчешће расте у подручју каменитих пашњака. То су каменита станишта са оскудним дијеловима земље. Налазимо га и у свијетлим приморским шумама, у маслињацима, запуштеним виноградима.

## Опис
Биљка бухача се развија у моћан грм висок од 30 до 70 центиметара и широк до 50 центиметара. На врху бројних стабљика налази се по једна цвјетна главица. Лишће је дубоко дијељено и веома китњасто. Сви надземни дијелови бухача су обрасли сребрнастозеленим длачицама, па цијела биљка управо због обиља длачица, има сребрнаст изглед. Корјенов систем је врло развијен са јаким, дубоким и разгранатим коријеном из кога сваке године избија мноштво једногодишњих зељастих стабљика. Пупољци су око 8 милиметара у пречнику. Цвјетне главице су крупне, око 5 центиметара у промјеру. Имају бијеле језичасте латице поређане као цријеп на крову. Средину цвијета чине жути петозуби цвјетићи, тако да цвјетна главица личи на цвијет маргарета (лат. Chrysanthemum leucanthemum) али она нема инсектицидних својстава. Дршка цвијета је кратка и уздуж пругаста. Слабог је мириса и дражи слузокожу носа када се дрога меље. Укуса је горког и наљутог. Биљка издржава дуготрајне суше приморског крша.

## Инсектицидна својства
Најчешће се користи у облику врло ситног прашка жућкасто-сивкасте боје. Инсектицидна својства бухача потичу од четири естра: пиретрин I, пиретрин II, цинерин I, цинерин II. Дрога има још и етарског уља, смоле, један хетерозид и алкалоид. Због тога се бухач већ више од 100 година употребљава као одлично инсектицидно средство  (лат. Flores Pyrethri). Инсектицидно својство је уочено 1840. године, у Далмацији се гаји од 1850.

### Утицај на човјека
Велику предност, пред другим инсектицидима, бухачу даје чињеница што није отрован за човјека, топлокрвне животиње и биљке. Дјелује веома брзо и ефикасно. Смртоносан је за хладнокрвне животиње. Не изазива отпорност и навикавање, те имуност било које форме инсеката. Пиретрин, естар који се налази у бухачу, спада у групу контактних отрова. То је неуромускуларни отров изузетно брзог дејства. Као инсектицид, прашак бухача се мијеша са неким од синтетских инсектицида чије се особине допуњују. Посљедњих година, естри бухача, се почињу употребљавати против шуге и као антхелминтик (средство против цријевних паразита).

## Сличне врсте
- је биљка од које се добија кавкаски или руски бухач. Расте на висини од 1500 до 2500 метара надморске висине, на Кавказу.
- је биљка позната још као персијски бухач. Проналази се од Каспијског мора, Јерменије до Персије али му је дејство много слабије од обичног бухача.

## Народна имена
У народу је биљка бухач позната и под овим називима: бувач, далматински бухач, далматинска хрисантема, дивљи пелин, берића трава, брмиња, бубарица, бувара, буварица, бухара, бухарица, вратић, дивља барутица, матриколда, осјенач.